# 丹妮尔·伍德沃德
丹妮尔·伍德沃德（英語：Danielle Woodward，1965年3月20日—），澳大利亚女子皮划艇运动员。她曾代表澳大利亚参加1992年、1996年和2000年夏季奥林匹克运动会皮划艇比赛，其中1992年奥运会获得一枚银牌。